# Лучеса (притока Меже)
Лучеса (рус. Лучеса) река је на северозападу европског дела Руске Федерације, лева притока реке Меже и део сливног пордучја реке Западне Двине и Балтичког мора. Протиче преко територија Олењинског и Нелидовског рејона на југозападу Тверске области.
Извире у јужном делу Валдајског побрђа, односно на његовој микроцелини означеној као Оковска шума. Укупна дужина водотока је 95 km, а површина сливног подручја 908 km². Просечан проток у зони ушћа је око 3,3 m³/s. Њено корито је местимично јако урезано у околни терен и на појединим местима њена обала се шири и до 500 метара, док је само корито ширине до 30 метара. Доста је плитка река чије дубине варирају од 0,3 до 1,5 метара.
Њена највећа притока је река Тагошча (лева).